# 날아라 개천용
《날아라 개천용》은 2020년 10월 30일부터 2021년 1월 23일까지 방송된 SBS 금토 드라마이다.

## 기획 의도
- 억울한 누명을 쓴 사법 피해자들의 목소리를 세상에 대변하는 두 남자의 뜨거운 이야기
- 실존인물인 박준영 변호사와 박상규 기자의 이야기를 담은 휴먼드라마이다.

## 등장인물

### 주요 인물
- 권상우 : 박태용/개천용(39세) 역(아역 박상훈, 유준서) - 변호사, 변호사가 된 이유 : 나보다 공부 못 했던 애들이 더 잘 나가다니, 한 번에 뒤집을 건 고시뿐. 별명 : 국선재벌.
- 배성우 → 정우성 : 박삼수(38세) 역(아역 김태율) - 기자, 기자를 하는 이유 : 나쁜 놈들에 대한 불타는 적개심 때문. 그보다는 관심 받고 싶어서. 별명 : 에스대.
- 김주현 : 이유경(30세) 역 - 뉴스앤뉴 기자
- 정웅인 : 장윤석(45세) 역 - 대검 부부장, 태용처럼 전라도 시골 흙수저 출신이지만 골부 하나 끝내 주게 잘해 신분상승. 초임지가 서울중앙지검인 엘리트 검사. 딱 한 번 인사에서 물먹어 삼정지방검찰청에 발령. 철우의 사위.

### 주변 인물
- 이원종 : 한상만(63세) 역 - 전직 형사, 오성시 트럭기사 살인사건 진범을 체포한 형사. 검사가 풀어주는 살인범을 계속 잡아들이는 답답한 형사.
- 안시하 : 황민경(39세) 역 - 검사 출신 변호사.우수한 성적으로 사법연수원 마치고 검사가 됐으나, 다은슈퍼 3인조 강도치사사건 진범을 체포해 원칙대로 수사하다 검찰에서 밀려난다.
- 박지일 : 김병대(65세) 역 - 대석 로펌 고문, 전직 검사장 출신으로 국내 최대 로펌 대석의 고문.
- 이순원 : 김귀현(30대) 역 - IT 개발자. 자신과 스타일은 정반대인 궁극의 촌놈 삼수와는 영혼의 친구, 찰떡궁합. 천재 개발자지만 기술에 휴머니즘을 심고, 기술로 더 나은 세상을 만들고 싶어 하는 이상주의자. 추락한 저널리즘을 구해내겠다는 일념으로 독자가 돈을 내는 ‘기사펀딩’을 기획하고 만든다.
- 김혜화 : 이진실(35세) 역 - 삼수의 동거인
- 차순배 : 문주형(52세) 역 - 뉴스앤뉴 사장
- 사현진 : 심보현(45세) 역 - 뉴스앤뉴 문주형 사장 라인으로 사회부장에서 편집국장으로 승진한다. 삼수의 기자 선배로서 삼수를 가르치기도 했지만, 삼수를 감시하는 인물.

### 삼정시 다은슈퍼 3인조 사건
- 하경 : 강상현(25세) 역 - 초등학교 졸업 학력에 발달장애가 있었던. 친구의 증언으로 얼떨결에 경찰서에 잡혀 들어가 공범이 되고 살인범이 됐을 때, 그는 자신의 이름 석 자조차 쓸 줄 몰랐다.
- 정희민 : 최재필(25세) 역 - 강상현의 동갑내기 친구. 초등학교 졸업 학력에 발달장애가 있다. 엄마는 사고로 하반신이 마비됐고, 아버지 역시 장애를 안고 있다.
- 윤주빈 : 임수철(25세) 역 - 삼정시 3인조 중 유일하게 장애가 없고, 중학교까지 마쳤다.
- 권동호 : 이철규(34세) 역 - 진범 3인조 중 한 명. 폭행, 절도 등 전과 화려. 부산에서 잘나가는 싸움꾼이다.
- 어성욱 : 김원복(34세) 역 - 진범 3인조 중 한 명. 삼정시 3인조 사건이 인생의 처음이자 마지막 범행. 홀어머니와 단둘이 살고 있다. 말 수가 적으며, 마음이 심약하고, 겁이 많다.
- 김균하 : 조덕종 역(34세) - 진범 3인조 중 한 명. 일명 떡종으로 불린다. 사람은 변하지 않는다는 걸 잘 보여주는 인물. 그때나 지금이나 범행에 대한 죄책감이 없이 뻔뻔하고, 예나 지금이나 반성을 모른다.
- 조재룡 : 장해열(47세) 역 - 삼정경찰서 수사과장. 삼정시 초원슈퍼 사건을 담당했던 형사
- 지남혁 : 오재수(52세) 역 - 삼정경찰서장. 강력반장 시절 삼정시 3인조 사건의 살인범을 조작했다. 법정에서 ‘범죄자 DNA’ 존재설을 주장하는 인물.
- 곽민석 : 허재영(45세) 역 - 판사. 삼정시 3인조사건 재심의 1심 재판장. 공교롭게도 사건 당시 과거에, 누명 쓴 3인조의 국선변호인이기도 했으며 불성실하게 변론에 임했다.

### 오성시 트럭기사 살인사건
- 지태양 : 김두식(35세) 역 (아역 정힘찬) - 아버지의 사망으로 초등학교도 못 마친 가난뱅이 고아. 치킨 배달하러 갔다가 살인누명을 쓰고 감옥에서 10년 복역. 출소 후에 철거용역 아르바이트를 한다.
- 윤정일 : 이재성(35세) 역 - 원한 관계가 없는 트럭 기사를 17번이나 찌른 건, 그의 이중적 성격을 반영한다. 경찰-검찰의 조작으로 자기 죄를 자백했음에도 자유의 몸이 된 살인범.
- 이철민 : 안영권(55세) 역 - 오성경찰서장. 오성시 트럭 기사 살인사건을 조작한 대표 인물.
- 장격수 : 배승근(50세) 역 - 오성경찰서 수사과장. 오성시 트럭 기사 살인사건을 조작한 두 번째 책임자.
- 남진복 : 봉준석(47세) 역 - 도경찰청 사이버수사팀. 형사가 됐을 때 사수가 한상만이었다. 상만을 최고 경찰로 여기는 순박한 인물.
- 박건 : 윤희성(45세) 역 - 서울중앙지검 검사. 검사 초임 임관지가 오성지청. 누명 쓴 17세 김두식을 연민하며, 선배들 몰래 상만에게 영장을 쳐준 양심적 검사.
- 류연석 : 최동석(45세) 역 - 오성지법 부장판사. 사법연수원 2등 졸업에 미국 명문 대학원 석사까지 취득한 엘리트 판사. 공부에 운동까지 만능, 못하는 게 없는 오성지법 에이스다. 대법원장의 임의로 오성시 트럭기사 재심사건을 배당받게 된다.

### 승운사학재단 사건
- 김윤경 : 강채은(37세) 역 - 승운학원 이사장. 장윤석 아내이자 강철우 시장의 딸이다.
- 김경화 : 김미영(48세) 역 - 승운대학 법학대학원장. 김형춘의 딸. 아버지의 뒤를 이어 법학을 전공했고, 아버지의 대를 이어 권력에 맛을 들였다. 승운학원의 주인 강철우에게 조차 갑질을 일삼는 인물
- 공현지 : 구혜영(30대) 역 - 승운공고 교사. 승운공고 비정규직 교사로 6년을 일하고, 힘들게 정규직이 됐다. 연애금지, 임신 포기 각서, 취업률 조작 등 학교의 비리를 삼수에게 제보한 인물.
- 신혜지 : 전다영(19세) 역 - 승운공고 3학년. 취업을 나갔다가 기계에 끼어서 손가락 두 개가 잘렸다. 자신의 아픔보다도 친구 승택이의 죽음이 너무 억울해서 삼수에게 진실을 파헤쳐 달라고 제보한다.

### 그 외 인물
- 채원빈 : 정명희(16세) 역 - 술에 취하면 학교, 학원까지 찾아와 명희를 때렸던 아버지. 그런 아버지가... 만취한 채로 할아버지의 목을 조르자... 열여섯 살 어린 소녀 명희는 할아버지를 살리기 위해... 자기도 모르게 극단적인 선택을 한다.
- 홍희원
- 육소영 : 박선민 역 - 태용의 여동생
- 조성준 : 박태성 역 (아역 서윤혁) - 태용의 동생
- 전진기 : 탁재형 역
- 김중희 : 김경률 역
- 김영애 : 최영숙 역 - 전 삼정시 다은슈퍼 주인
- 최교식 : 정명희의 아버지 역
- 김서하
- 노승진 : 김현우 역 - 오성고등법원 법원장
- 김건우 : 김영준 역 - 김두식의 아들
- 신미영 : 김두식의 어머니 역
- 임정옥 : 이유경의 어머니 역
- 강학수 : 김 PD 역
- 이준석 : 엄승택 역
- 이다해
- 임성미
- 염지영

### 특별 출연
- 김응수 : 강철우(65세) 역 - 서울시장, 윤석의 장인.
- 조성하 : 조기수(66세) 역 - 대법관, 진보-보수, 좌우 모두에게 존경받고 원만하다고 평가 받는 판사.
- 김갑수 : 김형춘(70대) 역 - 전 검찰청장, 전 법무부 장관. 좀처럼 얼굴을 드러내지 않는 대한민국 법조 설계자.
- 황석정 : 유시자 역 - 박삼수의 어머니
- 조희봉 : 전 사무관 역
- 정영숙 : 정명희의 할머니 역
- 이한위 : 이진실의 아버지 역
- 동방우 : 오재덕(70대) 역
- 고인범 : 이유경의 아버지 역
- 이정재 : 장태준 역
- 이엘리야 : 윤혜원 역
- 이종혁 : 허성윤 역 - 재단 이사장 강채은의 사촌으로 숭운공고 취업 담당 산학협력부장교사.

## 참고 사항
- 본 작품은 기획 단계에서, '지연된 정의'로 알려졌지만, SBS 드라마본부 측에서, 제목을 '날아라 개천용'으로 최종 확정했다.
- 본 작품의 원작은 책 <지연된 정의> 다.
- 국선 재벌 고졸 변호사와 괴짜 백수 기자의 재심 프로젝트 버디 드라마로 실화를 바탕으로 한다. 한국 사법 시스템에 경고등을 켜고 사법 역사를 다시 쓴 박준영-박상규의 드라마틱한 인생을 진짜 드라마로 만들었다. 박준영 변호사와 ‘셜록’ 박상규 기자가 ‘재심 3부작’을 취재, 보도, 재판 승소하던 과정이 작품 토대가 됐으며, 영화 《재심》에서 배우 정우가 연기했던 인물을 배우 권상우가 연기할 예정이다. <셜록> 박상규 기자 역할은 배우 배성우 → 정우성이 연기한다.
- <지연된 정의>의 저자이자 주인공, 박상규 기자가 드라마의 대본을 직접 썼다. 재심 사건의 주인공이 직접 드라마 작가가 된 특이한 경우이다.
- 배우 정우성이 음주운전 물의를 일으킨 동료배우 배성우의 뒤를 이어서 노희경 작가가 집필한 JTBC 월화 드라마 《빠담빠담… 그와 그녀의 심장박동소리》 이후 무려 8년 11개월 만에 드라마 출연을 하게 되었다.
- 사건 참고 - 수원역 노숙 소녀 살인 사건, 삼례 나라슈퍼 강도치사 사건, 익산 약촌오거리 택시기사 살인사건,

## 시청률
최저 시청률과 최고 시청률은 시청률 조사회사와 지역별로 시청률에 차이가 있을 수 있습니다.
| 2020년 | 2020년    | 2020년         | 2020년         | 2020년       | 2020년 |
| 회차   | 방송일    | TNmS 시청률    | AGB 시청률     | AGB 시청률   |        |
| 회차   | 방송일    | 대한민국(전국) | 대한민국(전국) | 서울(수도권) |        |
| ------ | --------- | -------------- | -------------- | ------------ | ------ |
| 제1회  | 10월 30일 |                | 4.6%           | 5.2%         |        |
| 제1회  | 10월 30일 | 4.8%           | 5.4%           | 6.0%         |        |
| 제2회  | 10월 31일 |                | 4.7%           |              |        |
| 제2회  | 10월 31일 | 5.3%           | 6.7%           | 7.3%         |        |
| 제3회  | 11월 6일  |                | 4.3%           |              |        |
| 제3회  | 11월 6일  | 5.0%           | 5.4%           | 5.8%         |        |
| 제4회  | 11월 7일  |                | 4.1%           |              |        |
| 제4회  | 11월 7일  | 6.3%           | 5.6%           | 6.0%         |        |
| 제5회  | 11월 13일 |                | 4.1%           |              |        |
| 제5회  | 11월 13일 | 5.9%           | 6.2%           |              |        |
| 제6회  | 11월 20일 | 4.5%           |                |              |        |
| 제6회  | 11월 20일 | 5.0%           | 5.1%           | 5.1%         |        |
| 제7회  | 11월 21일 |                | 4.5%           |              |        |
| 제7회  | 11월 21일 | 6.0%           | 6.7%           | 6.8%         |        |
| 제8회  | 11월 27일 |                | 4.6%           |              |        |
| 제8회  | 11월 27일 | 5.4%           | 5.6%           |              |        |
| 제9회  | 11월 28일 | 4.8%           |                |              |        |
| 제9회  | 11월 28일 | 5.9%           | 6.7%           | 6.5%         |        |
| 제10회 | 12월 4일  |                | 4.7%           |              |        |
| 제10회 | 12월 4일  | 5.0%           | 6.6%           | 6.6%         |        |
| 제11회 | 12월 5일  |                | 4.7%           |              |        |
| 제11회 | 12월 5일  | 6.1%           | 6.5%           |              |        |
| 제12회 | 12월 12일 | 3.9%           |                |              |        |
| 제12회 | 12월 12일 | 5.0%           |                |              |        |
| 2021년 |           |                |                |              |        |
| 제13회 | 1월 1일   |                | 5.3%           |              |        |
| 제13회 | 1월 1일   | 5.8%           | 6.2%           |              |        |
| 제14회 | 1월 2일   | 3.5%           |                |              |        |
| 제14회 | 1월 2일   | 4.6%           |                |              |        |
| 제15회 | 1월 8일   | 4.5%           |                |              |        |
| 제15회 | 1월 8일   | 5.2%           |                |              |        |
| 제16회 | 1월 9일   | 4.3%           |                |              |        |
| 제16회 | 1월 9일   | 5.4%           |                |              |        |
| 제17회 | 1월 15일  | 4.7%           |                |              |        |
| 제17회 | 1월 15일  | 6.5%           | 5.6%           | 5.6%         |        |
| 제18회 | 1월 16일  |                | 4.5%           |              |        |
| 제18회 | 1월 16일  | 5.5%           |                |              |        |
| 제19회 | 1월 22일  | 4.7%           | 5.3%           |              |        |
| 제19회 | 1월 22일  | 5.1%           | 5.4%           | 6.1%         |        |
| 제20회 | 1월 23일  |                | 3.9%           | 6.8%         |        |
| 제20회 | 1월 23일  | 6.2%           |                |              |        |

## 결방 사유
- 2020년 11월 14일 : 2021 도쿄 올림픽 축구대표팀 대한민국 VS 브라질 평가전 중계방송 관계로 결방.
- 2020년 12월 11일 : 출연중인 배성우 음주운전으로 인한 입건 및 겨울특선영화 《82년생 김지영》 편성 관계로 결방.[2]
- 2020년 12월 18일 ~ 12월 26일 : 출연중인 배성우의 음주운전 사건으로 인한 결방.[3]

## 같이 보기
- 대한민국의 텔레비전 드라마 목록 (ㄴ)
- 2020년 대한민국의 텔레비전 드라마 목록